# Granița Californiei

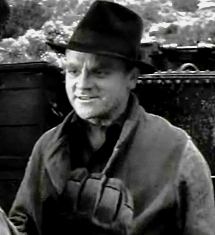
James Cagney ca Arthur "Cody" Jarrett

Granița Californiei sau Mânie albă (White Heat) (1949) este un film noir cu James Cagney, Virginia Mayo, Edmond O'Brien, Margaret Wycherly și Steve Cochran. Filmul este regizat de Raoul Walsh pe baza unui scenariu de Ivan Goff și Ben Roberts, adaptare a unei povestiri de Virginia Kellogg. Este considerat unul dintre filmele clasice cu gangsteri și a fost adăugat la National Film Registry în 2003 ca fiind "cu având o importanță culturală, istorică sau estetică de către Biblioteca Congresului Statelor Unite ale Americii.

## Actori

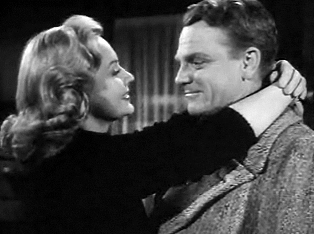
Virginia Mayo și James Cagney

- James Cagney ca Arthur "Cody" Jarrett
- Virginia Mayo ca Verna Jarrett
- Edmond O'Brien ca Hank Fallon / Vic Pardo
- Margaret Wycherly ca Ma Jarrett
- Steve Cochran ca "Big Ed" Somers
- Ford Rainey ca Zuckie
- John Archer ca Philip Evans
- Wally Cassell ca "Cotton" Valletti
- Fred Clark ca Daniel "The Trader" Winston
- Ian MacDonald ca "Bo" Creel
- Paul Guilfoyle ca Roy Parker
- G. Pat Collins ca "Reader" Curtin
- Fred Coby ca "Happy" Taylor

## Premii și nominalizări
Listele American Film Institute 
- AFI's 100 Years...100 Movies - Nominalizat
- AFI's 100 Years...100 Thrills - Nominalizat
- AFI's 100 Years...100 Heroes and Villains:
  - Cody Jarrett - #26 Villain
- AFI's 100 Years...100 Movie Quotes:
  - "Made it, Ma! Top of the World!" - #18
- AFI's 100 Years...100 Movies (10th Anniversary Edition) - Nominalizat
- AFI's 10 Top 10 - #4 Gangster film